# Снытина, Екатерина Андреевна
Екатерина Андреевна Снытина (род. 2 сентября 1985, Усть-Каменогорск, Восточно-Казахстанская область, Казахская ССР, СССР) — белорусская баскетболистка, выступает в амплуа легкого форварда. Бронзовый призёр чемпионата Европы 2007, участник Олимпийских игр — 2008.

## Биография
У Екатерины Снытиной играть в баскетбол было предопределено судьбой, оба её родителя (мама родом из Казахстана, папа — из Беларуси) познакомились на баскетбольной площадке в Кишинёве. С 7 лет Катя стала заниматься в спортивной секции у своего отца, затем она воспитанница минской ДЮСШ «Горизонт». Первый матч в чемпионате Беларуси баскетболистка провела, учась в девятом классе, а в 15 лет она уже в составе профессионального клуба «Горизонт», с которым выигрывает чемпионат, «серебряные» и «бронзовые» медали национального первенства. В 17 лет Екатерина уезжает во Францию, в клуб подэлитного дивизиона «ЖБК Кале», где помогает команде выйти в высший дивизион. После окончания сезона она получила приглашение от московского «Динамо» и уезжает в Россию.
Проведя в Москве три сезона (с заездом в Санкт-Петербург) Снытина выиграла «бронзовую» медаль чемпионата России, Кубка Европы, но при этом она получала очень мало игровой практики, крепко присев на скамейку.

После тех сезонов я приехала в Белоруссию и угодила в депрессию. Две недели безвылазно сидела в четырёх стенах.

Приятным событием тех сезонов стал дебют в национальной сборной, 17 сентября 2005 года, в рамках турнира «Дивизиона В» чемпионата Европы, Екатерина вышла на площадку против сборной Норвегии, проведя 12 минут и набрав 4 очка.
Перед началом сезона 2006/07 Снытина получила предложение от тренера сборной Беларуси Анатолия Буяльского стать баскетболисткой новосибирского клуба «Динамо-Энергия», которого он по совместительству тренировал. Здесь Екатерина наконец-то сполна получила игровое время, по окончании сезона у неё был 3-й показатель в команде по набранным очкам.
На чемпионате Европы — 2007, отыграв все матчи (19,4 минуты в среднем), Снытина становится одним из творцов «бронзового» успеха сборной Беларуси. Анатолий Буяльский о Снытиной:

Невозможное возможно, — такая надпись красуется на руках Кати в виде татуировки. Этим все сказано. Она легко и уверенно шагает по жизни. Но Катю надо контролировать, направлять её энергию в нужное русло, чувствовать её. Она — человек настроения. Бывает такая злая, что, кажется, попадешь ей под руку — убьет. А бывает, становится аморфной, словно в прострации пребывает. В баскетбольном плане она — универсал: играет позиции от первого до пятого номера.

После российского периода она появляется в составе одного из грандов польского баскетбола «Лотоса» из Гдыни. Здесь карьера баскетболистки пошла «в гору» — чемпионка и «серебряный» призёр чемпионата Польши, обладатель кубка Польши, а самое главное у неё достаточно игрового времени, доверие тренера и ведущая роль в команде.
В 2008 году происходит ещё одно историческое событие для женского баскетбола Беларуси, в котором Снытина принимает непосредственное участие, дебют национальной сборной на Олимпийских играх в Пекине.

На Олимпиаде особенные ощущения… Ты заходишь в столовую, а там, например, стоит Рафаэль Надаль. Он стоит, а у него футболка испачкана кетчупом. Мы с девчонками из сборной кричим ему: «Надаль, иди сюда, мы постираем тебе футболку!» (Смеется.) Где такое ещё возможно? Только на Олимпиаде. А помню, идем по олимпийской деревне, а навстречу — человек в униформе сборной США. Пригляделись — это же Дуэйн Уэйд! Сам Дуэйн Уйэд! Тот самый Дуэйн Уэйд! Со мной тогда настоящая истерика случилась. Я ему стала кричать: «Эй, Уэйд, привет, как дела!» Когда Уэйд мне тоже сказал: «Привет», просто шок был. Начала скакать вокруг него, выглядела, наверное, совсем сумасшедшей. (Смеется.) А потом мы поговорили немножко. Уэйд сказал, что я первый на свете человек, сообщивший ему о том, что есть такая страна — Белоруссия.

Перед чемпионатом Европы — 2009, где сборной Беларуси чуть-чуть не хватило повторения прошлого чемпионата (4-е место), главный тренер сборной России Игорь Грудин высказался о Снытиной.:

Помню, в одном из поединков в Минске накануне Олимпиады «выстрелила» Снытина. Как я уже говорил, Екатерина обладает несомненным потенциалом. Тогда она творила вещи, подвластные разве что Таурази. Хочется, чтобы белоруска раскрылась по-настоящему. Но для этого ей нужно найти хорошую команду, в которой она бы имела много игрового времени.

Готовясь снова провести ещё один сезон в Польше (2009/10), Екатерина никак не ожидала, что на неё выйдут представители оренбургской «Надежды». После разговора с главным тренером команды Владимиром Колосковым она согласилась снова приехать в Россию.

Считаю, что мне очень повезло и с тренером, и с клубом. Когда Колосков позвонил, я сразу подумала: «О, здорово, мне, похоже, подфартило».

И сразу же Снытина пишет новую историю «Надежды», для Оренбурга всё становится впервые: «бронза» чемпионата России, финалист Кубка Европы. Единственное огорчение — травма (надрыв ахилла), которую баскетболистка получила накануне Нового 2010 года, после чего выбыла на три месяца. Несмотря на этот перерыв в середине сезона, в конце концов у Снытиной был 2-й показатель в команде по набранным очкам в среднем за матч — 14,9 (первый у американки Шины Мош).
После окончания сезона Екатерина в составе национальной сборной готовилась к выступлению на чемпионате мира в Чехии, но на сборах почувствовала сильную боль в ноге, которая не прекращалась, и тогда она приняла решение лечь на операцию, ей прооперировали оба ахилла. Чемпионат мира Снытина встретила в качестве зрителя.
Пошли долгие дни восстановления, после чего болельщики «Надежды» увидели её на площадке только 13 февраля 2011 года в матче с московским «Спартаком», где она отыграла 8 минут. Всего Екатерина провела 13 матчей за команду. Затем Снытина снова убывает в национальную сборную, чтобы участвовать в чемпионате Европы — 2011, в котором белоруски выступили неудачно, однако Екатерина может вписать себе в актив то, что она больше всех в команде накидала мячей в корзину.
Последствия полученных травм сказались на здоровье баскетболистки, и перед сезоном 2011/12 она и баскетбольный клуб «Надежда» расторгают контракт, ввиду того, что по мнению врачей Екатерина будет восстанавливаться до окончания сезона. Снытина уезжает в Минск, где 4 апреля 2012 года снова появляется на площадке в составе «Горизонта». Благодаря Екатерине минский клуб становится чемпионом Беларуси, в единственном финальном матче против «Олимпии» — 72:65, она набрала больше всех очков 23, сделала 6 подборов.
Сезон 2012/13 Екатерина снова проводит в России. Выступая за «Вологду-Чевакату» она имеет третий показатель в команде по набранным очкам, после американок Жасмин Томас и Глори Джонсон.
На чемпионате Европы — 2013 сборная завоевала путёвку на следующее мировое первенство и в этом немалая заслуга Екатерины Снытиной, которая имела 3-й показатель в команде по количеству времени, проведенном на площадке — 28,2 минуты, набранным очкам — 8,2, сделанным подборам — 4,1, 2-й показатель по передачам — 2,1 и лучшая в команде по перехватам — 1,7.
Сезон 2013/14 Екатерина начинает в новой для себя стране Турции, где начинает выступать за «Тарсус Беледи». В Мерсинской команде баскетболистка провела 22 игры, пока её в январе... не уволили:

– Как так вышло?
– Вот так. Руководство клуба так и сказало: «Ты уволена!» Наверное, все это было связано с непростой финансовой ситуацией. Так как ещё распрощались с четырьмя девушками-легионерами. Хотя потом, знаю, ещё одну взяли…

Но в дальнейшем, в отношении Снытиной, получилось как «все, что не делается, все делается к лучшему». Через месяц она подписывает контракт до конца сезона с французским «БЛМА Монпелье», который выигрывает, впервые в своей истории, титул чемпиона Франции. Единственная неприятность, была в том, что из-за нездоровья Екатерина пропустила финал против «Буржа Баскет». На чемпионате мира в Турции баскетболистка показала второй командный результат, после Елены Левченко, по очкам (14,2), подборам (4,0) и передачам (2,8). В первом своём матче на «мировом форуме», против сборной Южной Кореи, набрала больше всех очков (17).
23 марта 2021 года объявила о завершении карьеры в сборной Беларуси.

## Личная жизнь
Осенью 2023 года Снытина совершила каминг-аут. Она состоит в отношениях с Надеждой Бродской, исполнительным директором Белорусского свободного театра.

## Статистика выступлений (средний показатель)

### За клубы
|  | Кубок Европы |
|  | Евролига     |

| Клуб                                  | Сезон   | Чемпионат | Чемпионат | Чемпионат | Чемпионат | Национальный кубок | Национальный кубок | Национальный кубок | Национальный кубок | Еврокубки | Еврокубки | Еврокубки | Еврокубки |
| Клуб                                  | Сезон   | Игр       | Очк       | Подб      | Перед     | Игр                | Очк                | Подб               | Перед              | Игр       | Очк       | Подб      | Перед     |
| ------------------------------------- | ------- | --------- | --------- | --------- | --------- | ------------------ | ------------------ | ------------------ | ------------------ | --------- | --------- | --------- | --------- |
| «Динамо» (Москва)                     | 2003-04 | 14        | 5,8       | 1,9       | 1,6       | 2                  | 3,5                | 1,5                | 0                  | 11        | 2,7       | 1,3       | 0,9       |
| «Динамо» (Москва)                     | 2004    | 5         | 2,0       | 1,6       | 0,6       | -                  | -                  | -                  | -                  | 1         | 4,0       | 2,0       | 0         |
| «Балтийская звезда» (Санкт-Петербург) | 2004-05 | 15        | 3,6       | 2,3       | 0,5       | 2                  | 3,5                | 2,0                | 1,0                | 5         | 4,6       | 2,4       | 1,0       |
| «Динамо» (Москва)                     | 2005-06 | 10        | 5,6       | 2,7       | 0,8       | 3                  | 9,0                | 4,0                | 1,3                | 10        | 1,8       | 2,2       | 0,6       |
| «Динамо-Энергия» (Новосибирск)        | 2006-07 | 28        | 10,8      | 5,1       | 1,5       | 4                  | 18,5               | 5,0                | 1,5                | -         | -         | -         | -         |
| «Лотос» (Гдыня)                       | 2007-08 | 35        | 9,2       | 3,1       | 1,7       | 3                  | 5,0                | 1,7                | 0,3                | 11        | 11,1      | 2,5       | 1,5       |
| «Лотос» (Гдыня)                       | 2008-09 | 33        | 9,8       | 3,3       | 1,6       | 3                  | 4,3                | 4,7                | 2,7                | 13        | 6,9       | 2,8       | 1,2       |
| «Надежда» (Оренбург)                  | 2009-10 | 15        | 14,9      | 3,5       | 1,0       | 5                  | 18,2               | 5,2                | 1,6                | 10        | 11,7      | 3,9       | 2,4       |
| «Надежда» (Оренбург)                  | 2010-11 | 12        | 10,0      | 2,9       | 1,1       | -                  | -                  | -                  | -                  | 1         | 0         | 0         | 0         |
| «Горизонт» (Минск)                    | 2012    | 6         | 13,5      | 5,0       | 1,8       | -                  | -                  | -                  | -                  | -         | -         | -         | -         |
| «Вологда-Чеваката» (Вологда)          | 2012-13 | 23        | 12,7      | 3,9       | 2,1       | 3                  | 7,7                | 2,3                | 0,7                | 12        | 14,6      | 4,0       | 3,0       |
| «Тарсус Беледи» (Мерсин)              | 2013-14 | 12        | 11,1      | 3,3       | 1,5       | 3                  | 3,6                | 3,0                | 0,6                | 7         | 12,9      | 5,9       | 2,7       |
| «БЛМА Монпелье» (Лат)                 | 2014    | 10        | 7,9       | 2,3       | 1,0       |                    |                    |                    |                    |           |           |           |           |

### За сборную Беларуси
| Сборная   | Сезон | Место        | Чемпионат | Чемпионат | Чемпионат | Чемпионат |
| Сборная   | Сезон | Место        | Игр       | Очк       | Подб      | Перед     |
| --------- | ----- | ------------ | --------- | --------- | --------- | --------- |
| ЧЕ        | 2005  | Дивизион «В» | 3         | 12,0      | 7,0       | 3,0       |
| ЧЕ        | 2007  | Квалиф. 3    | 6 9       | 11,2 7,9  | 6,2 3,1   | 0,8 0,9   |
| ЧЕ        | 2009  | 4            | 8         | 8,8       | 2,9       | 1,1       |
| ЧЕ        | 2011  | 9            | 6         | 9,0*      | 4,2       | 0,8       |
| ЧЕ        | 2013  | Квалиф. 5    | 2 9       | 9,5 8,2   | 2,5 4,1   | 2,5 2,1   |
| ЧМ        | 2014  | 10           | 4         | 14,2      | 4,0       | 2,8       |
| Олимпиада | 2008  | Квалиф. 6    | 3 6       | 1,3 10,8  | 1,0 3,7   | 0,3 0,5   |

* — лучший показатель в команде

## Достижения
- Бронзовый призёр чемпионата Европы: 2007
- Финалист Кубка Европы ФИБА (женщины) : 2010
- Полуфиналист Кубка Европы ФИБА: 2013.
- Бронзовый призёр Кубка Европы ФИБА: 2004
- Чемпион Беларуси: 2000, 2012
- Чемпион Франции: 2014
- Серебряный призёр чемпионата Беларуси: 2002
- Серебряный призёр чемпионата Польши: 2008
- Бронзовый призёр чемпионата России: 2006, 2010, 2011
- Бронзовый призёр чемпионата Беларуси: 2001
- Бронзовый призёр чемпионата Польши: 2009
- Обладатель Кубка Польши: 2008
- Финалист Кубка Польши: 2009